# Alain Ferté
Alain Ferté (Falaise (Calvados), 8 oktober 1955) is een professionele autocoureur uit Frankrijk. Zijn jongere broer Michel Ferté was ook een autocoureur.

## Loopbaan
Alain Ferté begon net als veel autocoureurs in het karten, werd onder meer kampioen van Normandië. In de jaren 70 maakte hij de overstap naar de autosport. Ferté won in 1979 het Franse Formule Renault-kampioenschap en in 1980 het Franse Formule 3-kampioenschap in Martini-Renault MK27/31. In 1981 en 1982 won hij de Grote Prijs van Monaco en werd in het kampioenschap 2e en 3e. In 1982 maakte nam hij ook deel aan het Europees kampioenschap van de Formule 2 om daar in 1983 en 1984 vol voor te gaan. Daar wist hij echter geen potten te breken, met twee keer de vijfde plaats in een race als beste uitslagen. In 1983 maakte hij daarnaast zijn debuut bij de 24 uur van Le Mans, die hij dat jaar niet zou eindigen, maar nam 20 jaar lang deel aan die wedstrijd.
Van 1985 tot en met 1989 nam hij deel aan het Internationaal kampioenschap Formula 3000, dat in 1985 werd gestart. Daarin wist hij geen wedstrijden te winnen, maar behaalde wel enkele podiumplaatsen. In 1990 won hij de British Empire Trophy, in 1992 tweede in de Peugeot 905 Spider Cup, in 1993 derde in de Porsche Carrera Cup van Frankrijk en 1994 derde in Spaans Touring Cart kampioenschap. In 1994 werd hij ook tweede in de 24 uur van Spa-Francorchamps.
Tussen 1998 en 2002 deed hij ook aan truckracen. Hij wist in 1999 wist tweede te worden in het kampioenschap namens het DAF Fina truckracing team, dat nadat jaar stopte. De racetruck van Ferté is te vinden in het DAF-museum te Eindhoven. In 2000 en 2001 reed hij voor MAN met trucks en in 2002 voor Tatra. Na 2002 stopte Alain Ferté zijn loopbaan als racer, maar besloot in 2007 weer te gaan racen. In 2008 werd hij derde in de World Volkswagen Fun Cup. In 2016 en 2017 won hij de Challenge Endurance Proto van de V de V Sports en in 2021 werd hij tweede in de Asian Le Mans Series in de GT-Klasse.